# Po Phaok The
Po Phaok The (?–1835), connu également sous le nom de  Po Phaok ou Cei Phaok Le, est le dernier gouvernant vassal du  Champā  (Chưởng cơ) à Panduranga de 1828 à 1832. Dans le sources Vietnamien il est désigné sous le nom de Nguyễn Văn Thừa (阮文承).

## Origine
Po Phaok est le fils de Po Saong Nyung Ceng (Nguyễn Văn Chấn). En 1829, le gouvernant du Champa Po Klan Thu (Nguyễn Văn Vĩnh) meurt. Po Phao The est désigné comme son successeur par le Viceroi du sud du Vietnam Lê Văn Duyệt sans l'accord de l'empereur Minh Mạng. Po Phaok reçoit le titre vietnamienne de Thuận Thành trấn Khâm sai Thống binh cai cơ; alors que Po Dhar Kaok (Nguyễn Văn Nguyên) est nommé Uparaja, vice-roi, ou Gouvernant Délégué.

## Contexte
Sous son administration s'achèvent les relations directes du Champa, en tant que région autonome, avec la cour des Nguyễn de Huế; le pays doit désormais uniquement payer son tribut à Lê Văn Duyệt, le vice roi de Cochinchine. Lê Văn Duyệt meurt en 1832. Peu après son décès, Minh Mạng désigne un nouveau fonctionnaire pour prendre en charge l'administration de la Cochinchine. À la même époque le Champa est annexé par le Vietnam. Po Phaok The et Po Dhar Kaok sont arrêtés et déportés à  Huế. Là, Po Phaok se voit accorder un titre de noblesse vietnamien, Diên Ân bá (延恩伯), c'est-à-dire: Comte de Diên Ân.
Pendant l'absence des « Rois » deux grandes insurrections éclatent dans la région de Panduranga: menées par Katip Sumat (1832-1834) et Ja Thak Wa (en), (1834-1835) mais elles sont réprimées par les Vietnamiens. En 1835, Po Phaok The et Po Dhar Kaok sont exécutés sur ordre de l'Empereur Minh Mạng.Tel est le récit détaillé par les « Archives royales du Champa »   (Ariya Po Phaok) un document composé en langue Cham  conservé par la  Société Asiatique de Paris.